# Alejandro Roces
Alejandro Reyes Roces (ur. 13 lipca 1924, zm. 23 maja 2011) – filipiński pisarz i polityk.

## Życiorys
Urodził się 13 lipca 1924 w Santa Cruz w stołecznej Manili. Był szóstym z dziewięciorga dzieci Rafaela Rocesa oraz Inocencii Reyes. Zarówno szkołę podstawową jak i średnią ukończył w placówkach wchodzących w skład prestiżowego manilskiego Ateneum. Wyjechał następnie do Stanów Zjednoczonych, w których to kontynuował kształcenie. Uzyskał licencjat z literatury na Uniwersytecie Stanowym Arizony. Powrócił następnie na Filipiny, gdzie podjął studia na Uniwersytecie Dalekowschodnim. 
Pozostawił po sobie obszerny i zróżnicowany dorobek literacki, przede wszystkim w języku angielskim. Wśród jego cenionych utworów wymienia się opowiadania, sztuki teatralne a także wiersze. Publikował również chętnie w prasie. Jego stała rubryka Roses and Thorns ukazywała się początkowo w Daily Mirror, następnie zaś w Manila Times oraz w Philippine Star. Prawdopodobnie najlepiej pamiętany jest dzięki swym krótkim formom prozatorskim okraszonym elementami humorystycznymi. Opowiadanie We Filipinos are Mild Drinkers, opublikowane jeszcze podczas studiów w Stanach Zjednoczonych jako pierwsze przyniosło mu rozgłos. Utwory późniejsze, takie jak zbiór opowiadań Of Cocks and Kites jak również Something to Crow About tylko ugruntowało jego reputację obdarzonego wielkim poczuciem humoru twórcy. Starał się też przywrócić do publicznego dyskursu o tradycyjnych a niekiedy zapominanych filipińskich świętach. Temu aspektowi rodzimej kultury poświęcił pracę Fiesta z 1980.
Mimo wykorzystywania w swej aktywności twórczej wiązanego z okresem kolonialnym języka angielskiego wspierał patriotyczne tendencje w łonie filipińskiej elity kulturalnej. Był inicjatorem przeniesienia filipińskiego Dnia Niepodległości na 12 czerwca. Podkreślał znaczenie obecności w życiu publicznym języka tagalskiego. Pełnił funkcję ministra edukacji w rządzie Diosdado Macapagala, stał również na czele rządowego organu nadzorującego krajową kinematografię. Za swoją działalność był wielokrotnie nagradzany i wyróżniany. Otrzymał między innymi doktorat honorowy Uniwersytetu Tokijskiego. W 2003 nadano mu tytuł Narodowego Artysty Filipin, w uznaniu wkładu w filipińską literaturę.
Poślubił Irene Yorston Violę, wnuczkę Máximo, sponsora pierwszego wydania Noli me tangere. Para doczekała się jednej córki. Zmarł 23 maja 2011.